# Thrust SSC
Thrust SSC — британский автомобиль с турбовентиляторными двигателями, разработанный Ричардом Ноблом, Гленном Буше, Роном Аэрсом и Джереми Блиссом.
15 октября 1997 года на Thrust SSC был установлен рекорд скорости на автомобиле — 1227,9 км/ч (763,11 миль/ч). Thrust SSC стал первым автомобилем, преодолевшим звуковой барьер.

## Описание

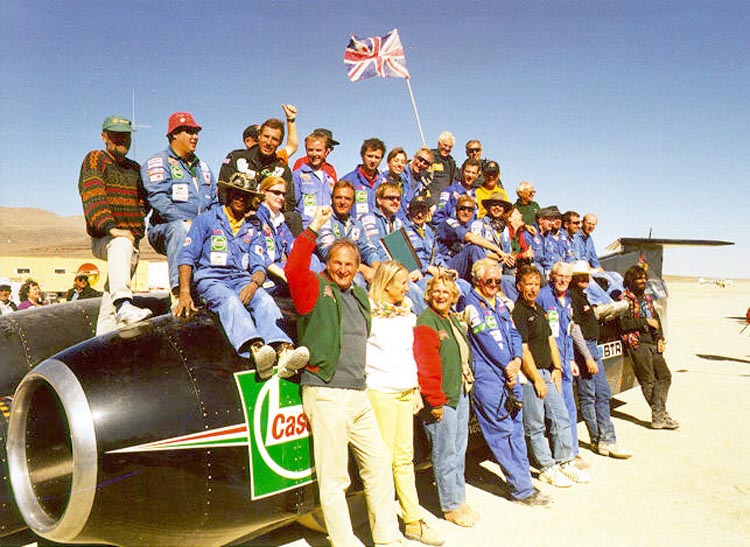
Команда с Thrust SSC

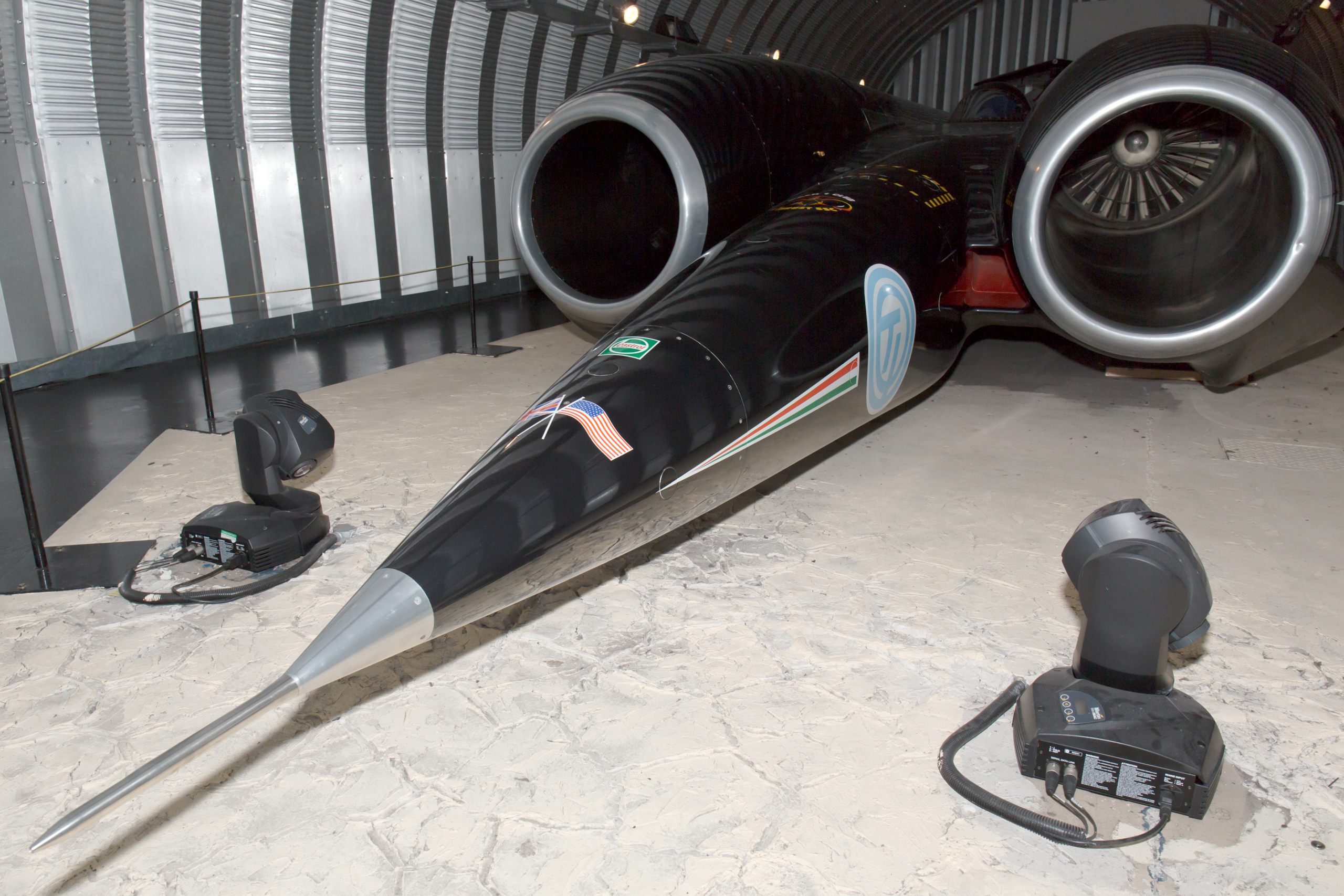
Thrust SSC в Музее транспорта Ковентри

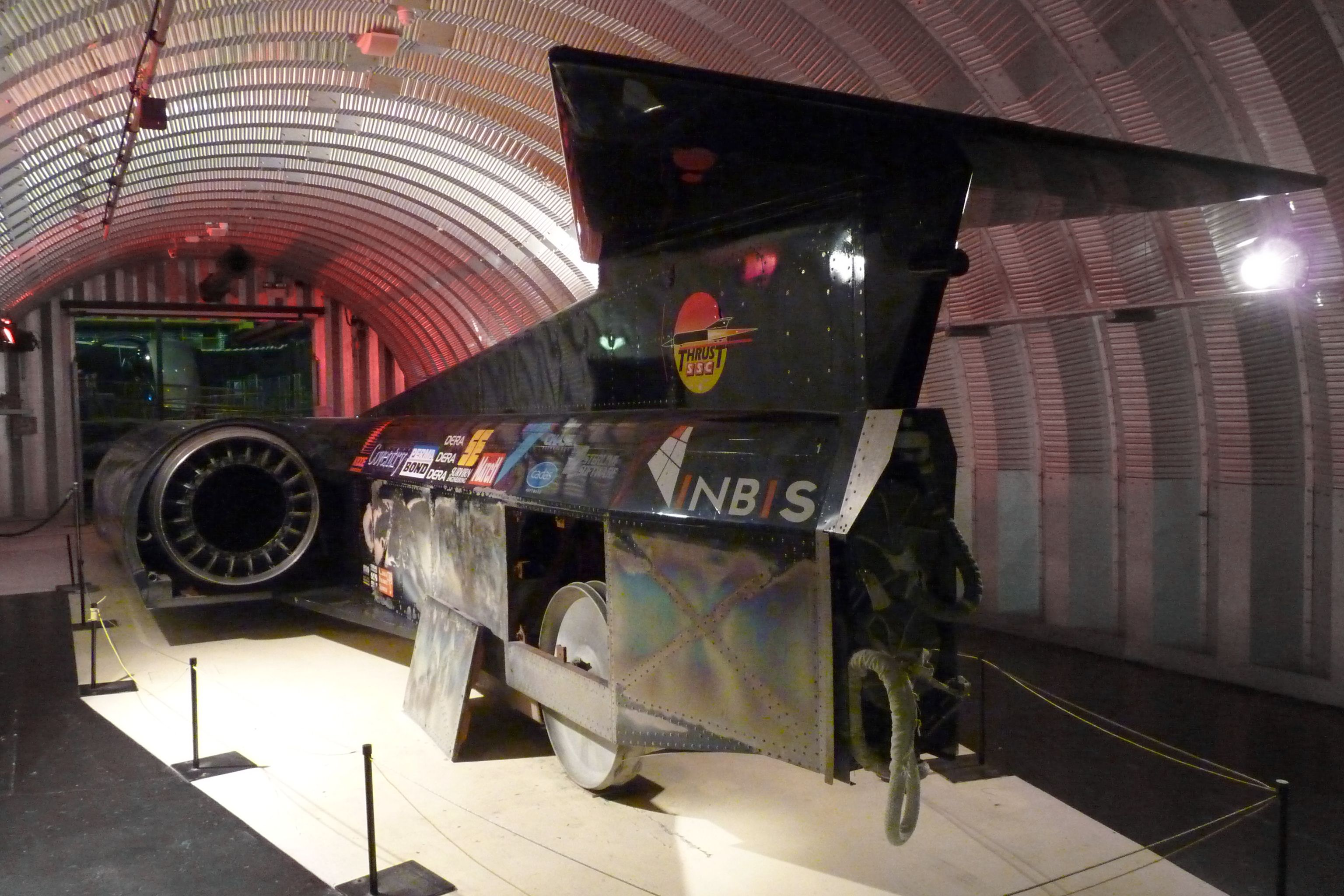
Под снятой панелью видно колесо из алюминиевого сплава

Длина Thrust SSC составляет 16,5 метров, ширина 3,7 метров, масса достигает 10,5 тонн.
Автомобиль оснащён двумя турбовентиляторными двигателями Rolls-Royce Spey с форсированной тягой, такие двигатели устанавливались на британский вариант американского истребителя-бомбардировщика McDonnell Douglas F-4 Phantom II.
Двигатели создавали суммарную тягу в 223 кН, мощность составляла 110 000 л. с. (82 000 кВт), расход топлива — 18 литров в секунду. Автомобиль разгонялся от нуля до скорости 1000 км/ч в течение 16 секунд, до рекордной скорости 1228 км/ч за 30 секунд.
Автомобилем управлял пилот истребителя Королевских ВВС Энди Грин. Рекорд наземной скорости был установлен 15 октября 1997 года на специально созданной трассе длиной 21 километр на дне высохшего озера в пустыне Блэк-Рок (Невада, США). Скорость автомобиля достигла 1228 км/ч.
Рекордному заезду в октябре 1997 года предшествовали тестовые заезды осенью 1996 и весной 1997 года в пустыне Эль-Джафр (Маан, Иордания).
После установления рекорда Всемирный Совет по автоспорту Международной автомобильной федерации (FIA World Motor Sport Council) опубликовал следующее сообщение:

Совет по спорту Международной автомобильной федерации подтверждает новые мировые рекорды наземной скорости, установленные командой Thrust SSC Ричарда Нобла, водитель Энди Грин, 15 октября 1997 года в пустыне Блэк-Рок, Невада, США. Это первый случай в истории, когда управляемое наземное транспортное средство преодолело звуковой барьер. Новые рекорды составляют:
- Миля с ходу 1227,985 км/ч (763,035 миль/ч)
- Километр с ходу 1223,657 км/ч (760,343 миль/ч)

Для установления рекорда звуковой барьер был преодолён в обоих заездах на север и на юг.
Париж, 11 ноября 1997 года.
— FIA World Motor Sport Council
В 2001 году автомобиль Thrust SSC, как и его предшественник Thrust2, был выставлен для всеобщего обозрения в Музее транспорта Ковентри (Великобритания).